# Battaglia di Megara (1359)
La battaglia di Megara fu una battaglia navale che ebbe luogo nel 1359 nel golfo di Megara che vedi contrapposti da un lato una coalizione crociata composta dalla Repubblica di Venezia, il Despota della Morea, il Principato di Acaia e i Cavalieri Ospitalieri e dall'altro lato i corsari turchi ottomani. La coalizione crociata distrusse la flotta nemica.

## Preludio
Preoccupati per la crescente minaccia delle incursioni turche nel Mar Egeo il Despota della Morea Manuel Cantacuzeno formò una lega, assieme ai bizantini della Morea, il Principato di Acaia, la Repubblica di Venezia e i Cavalieri Ospitalieri di Rodi.

## Battaglia
Secondo la versione della Cronaca della Morea, gli alleati si mossero nella zona della Megaride la cui flotta, composta da navi veneziane e ospedaliere attaccò una flotta di corsari turchi. I Veneziani e gli ospedalieri affondarono 35 navi turche, costringendo i turchi sopravvissuti a ritirarsi presso il loro alleato Aragonese Ruggero d Luria, sovrano del ducato di Atene. La Cronaca della Morea sostiene che dopo la battaglia, le truppe di terra fecero ritorno in patria, ma secondo la storia dell'imperatore Bizantino Giovanni VI Cantacuzeno, gli alleati si scagliarono contro i possedimenti greci di Ruggero di Luria.

## Incontri
Nel 1362, Ruggero di Lúria fece un'accesa disputa con il Bailo veneziano di Negroponte Pietro Gradenigo. Tale litigio innescò la guerra con la Repubblica di Venezia. Per tale motivo Ruggero di Luria assoldò diversi mercenari turchi a cui fu permesso di entrare nella capitale Tebe. I mercenari rimasero fino alla stipula di una pace con Venezia nel luglio 1365.